# Claude du Vergier
Claude du Vergier (né à Bourges vers 1566 et mort le 25 mars 1636), ecclésiastique, est évêque de Lavaur de 1605 à 1636.

## Biographie
Claude du Vergier est l'un des évêques de condition modeste promus par le roi Henri IV de France. Sa famille est originaire de Dun-sur-Auron dans le Berry où elle exerce des charges municipales. Il semble que son frère ainé Louis est secrétaire du duc d'Alençon qui détient le Berry dans son apanage, puis du duc de Joyeuse ce qui justifie l'implantation de Claude, futur évêque à Toulouse. D'autres membres de sa famille le suivent dans le Languedoc comme son frère nommé Jérôme qui devient trésorier de France de la généralité de Toulouse et dont le fils Jérôme (II) administre temporairement le diocèse de son oncle.
Claude est le fils homonyme de Claude du Vergier, légiste et procureur du roi à la cour du présidial de Bourges à l'époque de sa naissance et de Marie Gassot. On ignore le lieu et la nature de ses études. Il commence sa carrière comme avocat au Parlement de Paris où il est introduit par un parent de sa mère Jules Gassot secrétaire d'Henri III de France. En 1592 il occupe un office de conseiller-clerc au Parlement de Toulouse bien qu'il n'ait pas reçu les ordres. Il doit faire face à une forte opposition et sa nomination est annulée jusqu'en mai 1595. Il est enfin désigné par le nouveau roi comme évêque de Lavaur le 21 août 1605 alors qu'il n'est toujours pas clerc. Mais il est nommé et consacré l'année suivante à Paris par l'archevêque d'Auch. 
En 1606 il préside quelque temps les États du Languedoc qui se tiennent à Pézenas et en 1626 il assiste à l'Assemblée du clergé à Paris.